# Raïon de Krasnohvardiïske
Le raïon de Krasnohvardiïske (en russe : Красногвардейский район, en ukrainien : Первомайський район, tatar de Crimée : Qurman rayonı) est une subdivision administrative de la république autonome de Crimée, en Russie. Son centre administratif est la ville de Krasnohvardiïske.